# Iodes yangambiensis
Iodes yangambiensis är en tvåhjärtbladig växtart som beskrevs av J. Louis och Raymond Boutique. Iodes yangambiensis ingår i släktet Iodes och familjen Icacinaceae. Inga underarter finns listade i Catalogue of Life.